# Список умерших в 1104 году
В этой статье представлен список известных людей, умерших в 1104 году.
См. также: Категория:Умершие в 1104 году

## Январь
- 13 января — Роберт — католический церковный деятель, псевдокардинал

## Март
- 1 марта — Бото фон Поттенштайн — немецкий князь, последний представитель пфальцграфской линии династии Арибонидов.

## Апрель
- 17 апреля — Эбонтиус — первый епископ Барбастро после освобождения от мавров, святой католической церкви.

## Июнь
- 8 июня — Шамс ал-Мулк Абу Наср Дукак ибн Тутуш — сельджукидский эмир Дамаска (1095—1104)

## Сентябрь

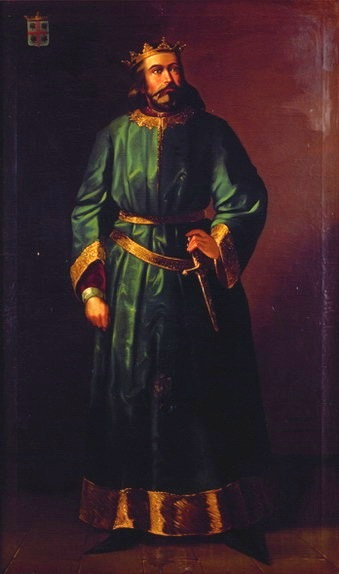
Педро I Санчес

- 9 сентября — Хильдегарда Бургундская — герцогиня-консорт Аквитании (1068/1069—1086), жена герцога Гильома VIII.
- 27 сентября — Педро I Санчес — граф Собрарбе с 1085 года, граф Рибагорсы с 1085 года, король Арагона с 1094 года, король Памплоны (Наварры) с 1094 года.

## Ноябрь
- 17 ноября — Никифор Мелиссин — византийский аристократ и генерал, губернатор на Балканах и в Малой Азии, самопровозглашённый император (1080—1081)

## Декабрь
- 13 декабря — Вячеслав Ярополчич — князь, младший сын Ярополка Изяславича Волынского.

## Дата неизвестна или требует уточнения
- Гази Гюмюштегин — второй правитель государства Данишмендидов, сын Данишменда Гази.
- Мансур ибн Насир[англ.] — правитель государства Хаммадидов (1088—1104)
- Милон (кардинал) — кардинал-епископ Палестрины (1098—1104), папский легат при крестоносцах
- Митрополит Николай — митрополит Киевский и всея Руси (1097—1104)
- Свен Тронкревер — датский принц, претендент на престол
- Симон II де Монфор — нормандский аристократ, сеньор де Монфор-л’Амори (с 1092).
- Сукман бен Артук — представитель семьи Артукогуллары, военачальник на службе сельджукских султанов Меликшаха и Тутуша.
- Эли III — граф Перигора.